# جيمي لي
جيمي لي (بالإنجليزية: Jimmy Lee)‏ (12 أبريل 1892 في المملكة المتحدة - 1 يناير 1955 في المملكة المتحدة) هو لاعب كرة قدم بريطاني (وحمل سابقاً جنسية المملكة المتحدة لبريطانيا العظمى وأيرلندا) في مركز حراسة المرمى. لعب مع أستون فيلا وستوك سيتي وماكليسفيلد تاون وCradley Heath F.C. ‏.